# Cassia obtusifolia
Senna obtusifolia (senna de la Xina és una planta lleguminosa que creix a Amèrica, Àsia i Oceania. Esta considerada una mala herba molt important en algunes zones. Sovint es confon amb Senna tora.
De les fulles fermentades se n'obté un producte altament ric en proteïna anomenat "kawal", que es consumeix en molts llocs del Sudan com a substitut de la carn. En la medicina popular es fan servir també parts de la planta, especialment com laxant. Les llavors proporcionen goma de càssia d'interès comercial. A lamedicina tradicional coreana es fa una infusió de les fulles i també al Kampō (medicina tradicional japonesa

## Sinònims

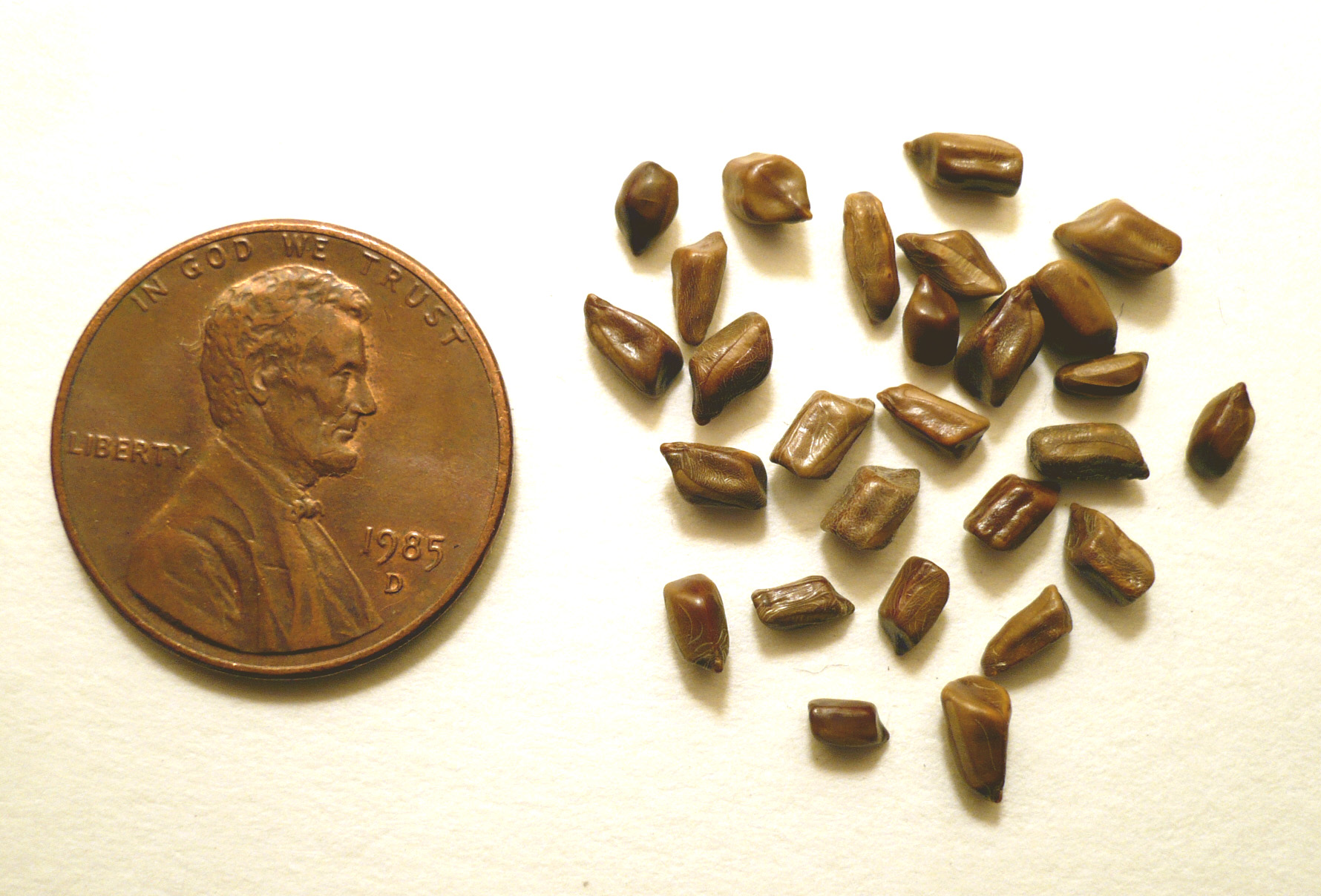
Llavors seques de Senna obtusifolia

Senna obtusifolia ha tingut molts noms, alguns d'ells erronis:
- Cassia humilis Collad.

Cassia humilis Steud. sinònim de Chamaecrista kunthiana
Cassia numilis Collad. aparentment un error i es refereix a Senna tora
- Cassia obtusifolia L.
- Cassia tora auct. non L.

Cassia tora L. sinònim de Senna tora
- Cassia tora L. var. b Wight & Arn.
- Cassia tora L. var. humilis (Collad.) Collad.
- Cassia tora L. var. obtusifolia (L.) Haines
- Cassia toroides Raf.
- Cassia toroides Roxb.
- Diallobus falcatus Raf.
- Diallobus uniflorus Raf.
- Senna toroides Roxb.
- Senna obtusifolia - Jue ming zi en xinès